# Ceroxys amurensis
Ceroxys amurensis är en tvåvingeart som beskrevs av Willi Hennig 1939. Ceroxys amurensis ingår i släktet Ceroxys och familjen fläckflugor. Inga underarter finns listade i Catalogue of Life.